# Nadabius vaquens
Nadabius vaquens är en mångfotingart som beskrevs av Chamberlin och Wang 1952. Nadabius vaquens ingår i släktet Nadabius och familjen stenkrypare. Inga underarter finns listade i Catalogue of Life.